# Jean Dufresne
Jean Dufresne (14 de febrer de 1829 – 13 d'abril de 1893) fou un jugador i compositor d'escacs jueu alemany. Fou un dels alumnes d'Adolf Anderssen, contra qui va perdre "la Sempreviva" el 1852. Dufresne fou novelista (d'èxit escàs) sota el pseudònim de E. S. Freund, (un anagrama del seu nom real), però va escriure també alguns llibres d'escacs, un dels quals, Kleines Lehrbuch des Schachspiels (1881, conegut a Alemanya com a Der Kleine Dufresne) es va reeditar nombroses vegades, i serví de manual per ensenyar escacs a diverses generacions d'alemanys. Va escriure també un popular llibre sobre Paul Morphy.
|  |

## Resultats destacats en competició
En Dufresne fou primer al Berliner Schachgesellschaft el 1853 i va guanyar un matx el 1854 contra Carl Mayet (+7 −5), un membre de les Plèiades de Berlín.
Tot i que els seus resultats contra Anderssen varen quedar en un marcador negatiu per a Dufresne, tenia no obstant un marcador positiu contra Daniel Harrwitz, qui sí que tenia resultats positius contra Anderssen. Aquesta és la seva victòria contra Harrwitz a Berlín el 1848:
1.e4 e5 2.Cf3 Cc6 3.Ac4 Ac5 4.b4 Axb4 5.c3 Ac5 6.O-O d6 7.d4 exd4 8.cxd4 Ab6 9.Ab2 Cf6 10.Dc2 O-O 11.e5 dxe5 12.dxe5 Cd5 13.Td1 Ae6 14.Axd5 Axd5 15.Cc3 Ce7 16.Cg5 Cg6 17.Cxh7 Rxh7 18.Cxd5 Dg5 19.Td3 c6 20.Th3+ Rg8 21.Tg3 Dh4 22.Cf6+ gxf6 23.Txg6+ fxg6 24.Dxg6+ Rh8 25.exf6 Tf7 26.Dxf7 Tg8 27.Rh1 Dg4 28.Tg1 Axf2 29.De8 Rh7 30.f7 1-0
Dufresne va viure i va morir a Berlín. La seva tomba és al cementiri jueu de Berlin-Weißensee.